# مارشيا أوتاشيليا سيفيرا
مارشيا أوتاشيليا سيفيرا هي إمبراطورة رومانية قرينة، كانت زوجة الإمبراطور فيليب العربي ووالدة إبنه فيليب الثاني. ولدت لعائلة رومانية نبيلة، والدها أوتاشيليوس سيفيروس كان والي مقدونيا. تزوجت من فيليب أثناء خدمته في منصب قائد الحرس البريتوري في سنة 234 في زمن حكم الإمبراطور سيفيروس ألكسندر. أنجبت منه ثلاثة أبناء ولد وهو ماركوس يوليوس فيليبوس وألذي نال رتبة أغسطس بعد حكم والده، وكذلك ابنة وهي يوليا سيفيرا وابن آخر وهو كوينتوس فيليبوس سيفيروس. في سنة 244 تولى زوجها حكم الامبراطورية بعد مقتل الإمبراطور جورديان الثالث. نالت لقب أوغسطا أثناء تتويج زوجها. بعض المؤرخين عرفوها هي وفيليب بكونهما أول إمبراطورين مسيحيين وذلك بسبب تسامحهما مع المسيحيين، وأشيع أنه تم تعميدهما من قبل بابيلاس أسقف أنطاكية. في سنة 249 انقلب عليهم قائد الجيش ديكيوس وأعلن نفسه كإمبراطور، تواجه ضد فيليب وقتل فيليب في معركة قرب فيرونا. بعد مقتل زوجها قام ديكيوس بقتل إبنها فيليب وألذي نال لقب أغسطس. بعد مقتلهما تم نفيها هي مع إبنتها وإبنها الآخر ولا يعرف مصيرهم لاحقاً.